# Windows Media
Windows Media es un framework multimedia para la creación y distribución de medios para Microsoft Windows. Se compone de un kit de desarrollo de software con varias interfaces de programación de aplicaciones y un número de tecnologías precompiladas. Es el reemplazo de NetShow.
El kit de desarrollo de Windows Media está siendo reemplazado por Media Foundation.

## Aplicaciones
- Windows Media Center
- Windows Media Player
- Windows Media Encoder
- Windows Media Services

## Formatos
- Advanced Systems Format (ASF)
- Advanced Stream Redirector (ASX) y Windows Media Player Playlist (WPL)
- Windows Media Audio (WMA)
- Windows Media Video (WMV) y VC-1
- JPEG XR (anteriormente HD Photo)
- DVR-MS, el formato de grabación usado por Windows Media Center
- SAMI, un formato cerrado de subtítulos desarrollado por Microsoft. Puede usarse para sincronizar subtítulos y descripciones de audio con videos en línea

## Otros
- Media Transfer Protocol (MTP), para transferir y sincronizar medios en dispositivos portátiles
- Microsoft Media Services (MMS), un protocolo de streaming
- Windows Media DRM, una implementación de gestión digital de derechos
- WMV HD, (Windows Media Video High Definition), la marca para medios de alta definición codificados con códecs de Windows Media. WMV HD no es un códec aparte.
- Windows XP Media Center Edition, una versión de Windows XP con Windows Media Center integrado
- Windows Movie Maker, un editor de video